# Margaret Craske
Margaret Craske, altro nome Margareta Krasova (Norfolk, 26 novembre 1892 – Myrtle Beach, 18 febbraio 1990), è stata una ballerina, coreografa e insegnante britannica.

## Biografia
Margaret Craske nasce il 26 Novembre 1892 a Norfolk, Inghilterra, era figlia di Edmund and Hannah Craske.
Fu allieva e discepola di Enrico Cecchetti. Quando Cecchetti si ritirò in Italia nel 1923, subentrò nel suo studio a West Street, Londra. Ha insegnato e sviluppato il metodo Cecchetti in Inghilterra e successivamente negli Stati Uniti. Dal 1931 fino alla sua morte fu una seguace di Meher Baba.
Ha vissuto in India dal 1939 al 1946, quando si è trasferita negli Stati Uniti e ha ripreso a insegnare, prima all'American Ballet Theatre. Dal 1950 insegnò alla Metropolitan Opera Ballet School e dal 1968 al 1983 alla Manhattan School of Dance.
Tra i suoi allievi figurano molti dei nomi più importanti del balletto nel mondo di lingua inglese, tra cui Frederick Ashton, Margot Fonteyn, Cyril Beaumont, Robert Helpmann e Antony Tudor.

## Pubblicazioni
Le opere pubblicate di Margaret Craske sono:
- Margaret Craske, Cyril William Beaumont, The Theory and Practice of Allegro in Classical Ballet (Cecchetti Method), a cura di C. W. Beaumont, Londra, 1930.
- Margaret Craske, The Dance of Love: my life with Meher Baba, North Myrtle Beach, SC: Sheriar Press, 1980, ISBN 9780913078402.
- Margaret Craske, Still Dancing with Love: more stories of life with Meher Baba, Myrtle Beach, SC: Sheriar Press, 1990, ISBN 9780913078648.[6]